# ماه‌گرفتگی سپتامبر ۲۰۱۵

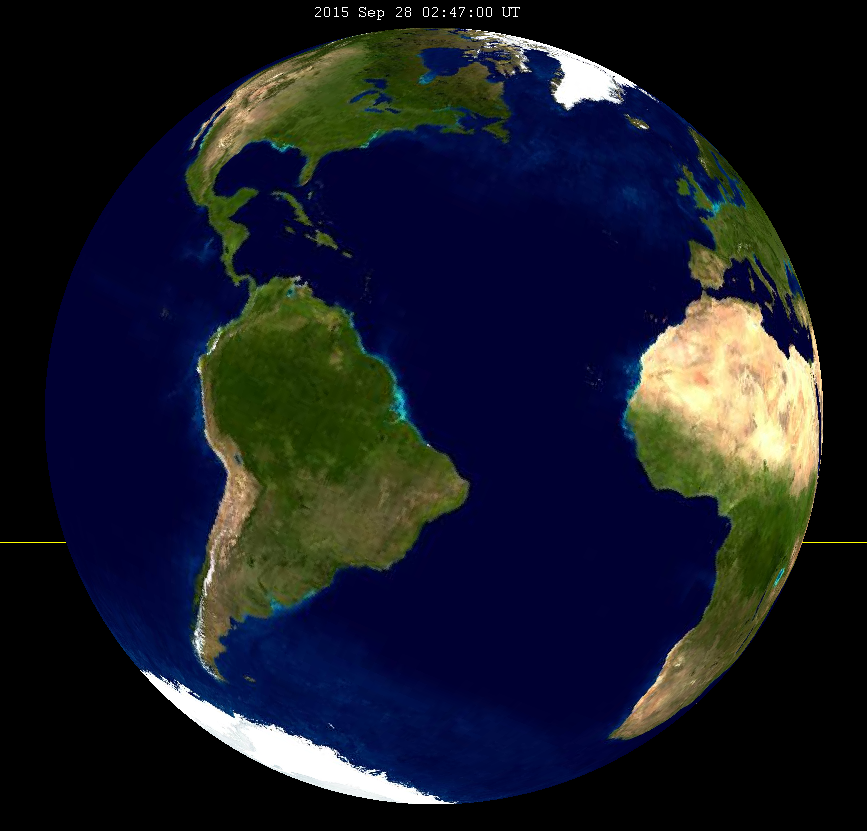
نمای زمین از کرهٔ ماه هنگام اوج این گرفتگی

ماه‌گرفتگی 29 سپتامبر ۲۰۱۵ (۶ مهر ۱۳۹۴)، یک ماه‌گرفتگی کلی بود که بجز مرکز و شرق آسیا و اقیانوسیه در تمام جهان (از جمله ایران) قابل رؤیت بود.
کل گرفت: ۵:۱۰:۴۰ ساعت
گرفت کامل: ۱:۱۱:۵۵ ساعت
اوج گرفت: ساعت ۲:۴۷:۰۸ (به وقت جهانی)

## نگارخانه

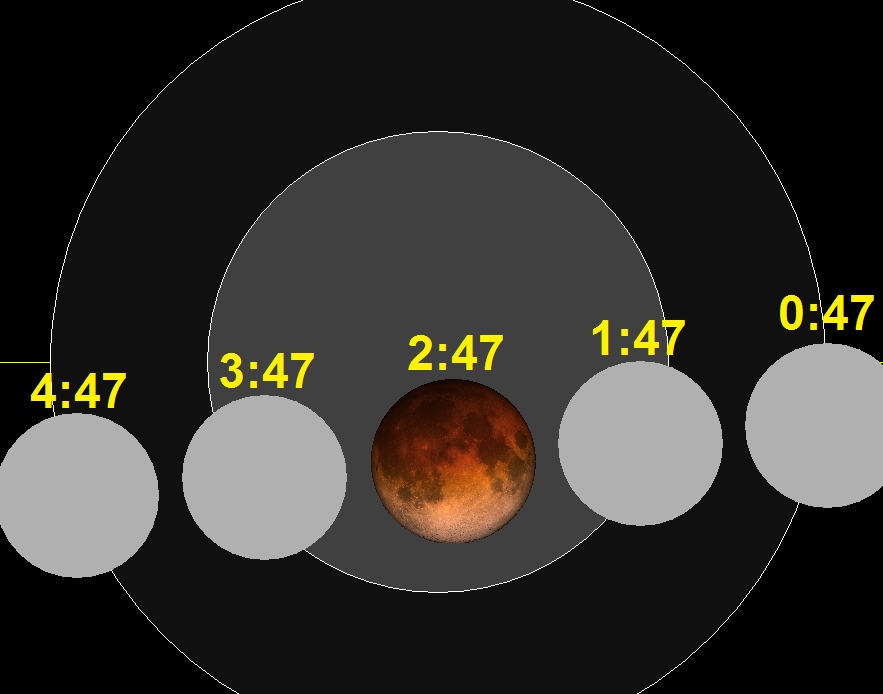